# Ciudad del Carmen International Airport
Ciudad del Carmen International Airport är en flygplats i Mexiko.   Den ligger i kommunen Carmen och delstaten Campeche, i den sydöstra delen av landet, 800 km öster om huvudstaden Mexico City. Ciudad del Carmen International Airport ligger 3 meter över havet. Den ligger på ön Isla del Carmen.
Terrängen runt Ciudad del Carmen International Airport är mycket platt. Havet är nära Ciudad del Carmen International Airport västerut.  Närmaste större samhälle är Ciudad del Carmen, 3,2 km väster om Ciudad del Carmen International Airport. 